# Lincoln National Forest

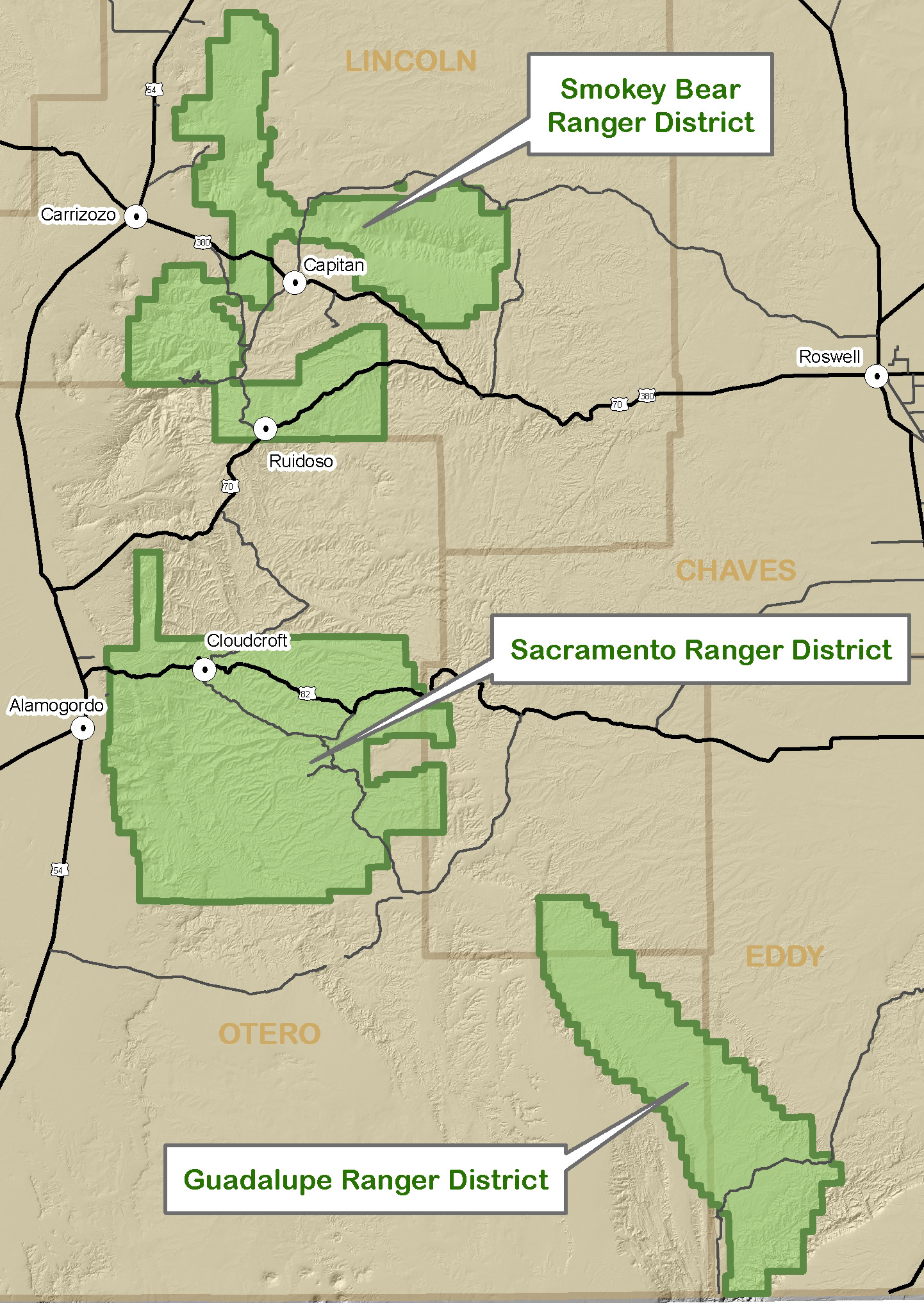
Karta över Lincoln National Forest

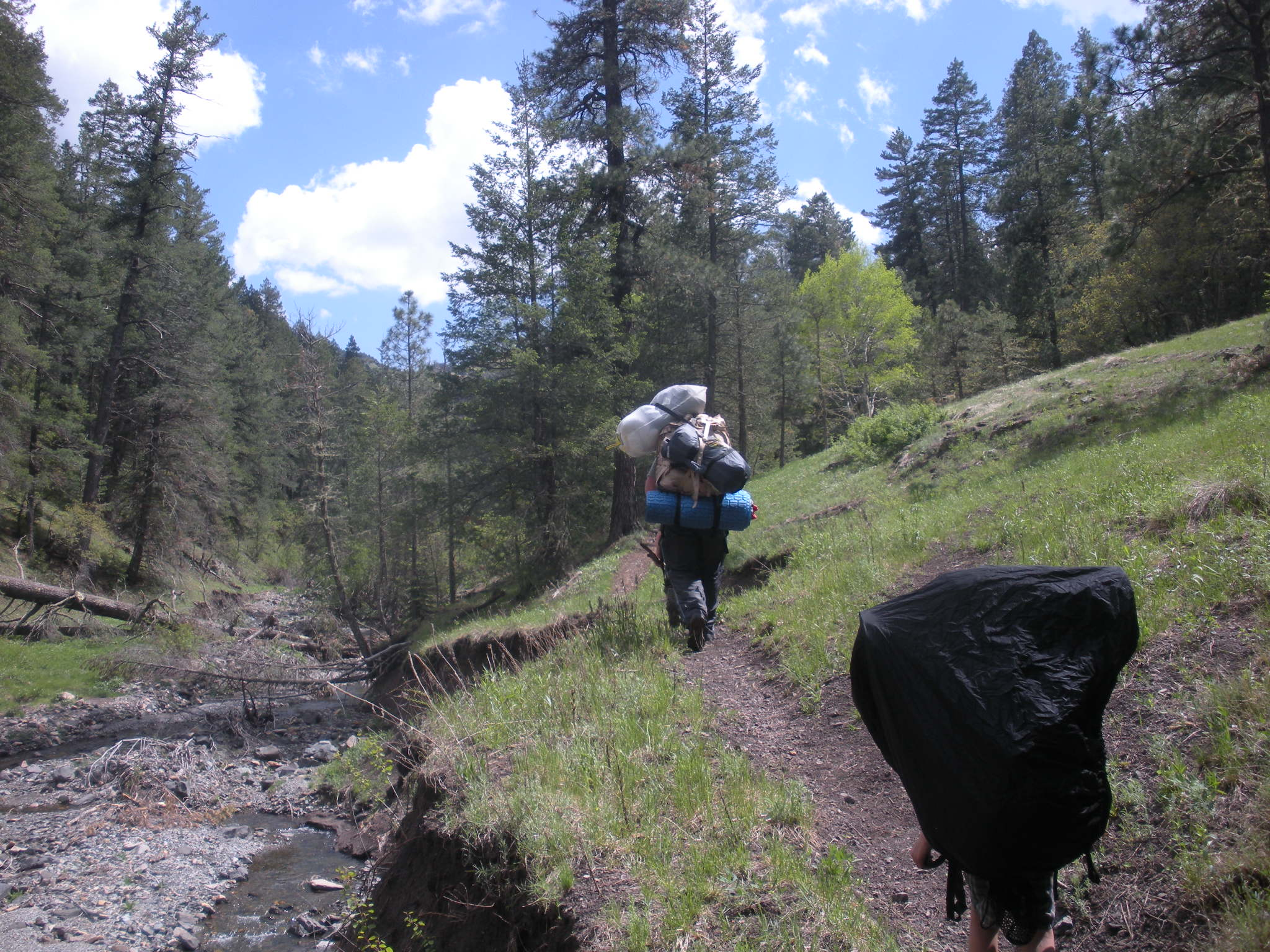
Vandrare på Big Bonito Trail, Lincoln National Forest

Lincoln National Forest (uppkallad efter Abraham Lincoln) är ett naturskyddsområde i New Mexico i USA.
Skyddsområdets syfte är att bevara områdets skog. Här föddes Smokey Bear, maskot tillhörande United States Forest Service, som skapats för att undervisa allmänheten om riskerna med skogsbränder.
The Lincoln National Forest sträcker sig över flera countyn:
- Chaves County (163,22 km2)
- Eddy County (546,38 km2)
- Lincoln County (1 476,01 km2)
- Otero County (2 281,42 km2)